# Élections générales québécoises de 1871
L'élection générale québécoise de 1871 se déroule en juin et juillet 1871 afin d'élire à l'Assemblée législative du Québec les députés de la 2e législature. Il s'agit de la 2e élection générale dans cette province canadienne depuis la confédération canadienne de 1867. Le Parti conservateur de Pierre-Joseph-Olivier Chauveau est réélu à un second mandat, formant un gouvernement majoritaire.

## Contexte de l'élection
Peu de choses semblent avoir changé depuis l'élection de 1867. La même carte électorale est en vigueur et le double mandat (fédéral et provincial) est encore permis quoique discuté. John A. Macdonald est toujours Premier ministre à Ottawa et Pierre-Joseph-Olivier Chauveau à Québec. George-Étienne Cartier est le chef de file des conservateurs au Québec.
La question qui retient le plus l'attention est celle du Manitoba : la rébellion de la rivière Rouge de l'année précédente est encore fraîche aux mémoires. L'achat par le Canada des immenses terres de la compagnie de la Baie d'Hudson a eu de l'opposition au Québec à cause de la dette qu'on voyait encore augmenter. Le partage de cette dette entre l'Ontario et le Québec est un autre point de friction, tout comme la question des écoles, qui accorde aux protestants du Québec de grands avantages qui n'ont pas de réciproque pour les catholiques des autres provinces.
L'émigration massive des francophones vers les industries de la Nouvelle-Angleterre reste très forte et est aussi le sujet de débats fréquents.
Finalement des conservateurs catholiques de droite veulent faire élire des candidats qui sont favorables au Programme catholique de tendance ultramontaine prôné par les évêques Laflèche et Bourget. Ils auront globalement peu de succès.
La violence est encore présente durant la campagne électorale.

## Dates importantes
- 29 mai 1871 : émission du bref d'élection.
- 16 juin au 14 juillet 1871 : scrutin
- 7 novembre 1871 : ouverture de la session.

## Résultats
Les conservateurs remportent assez facilement cette seconde élection générale. À remarquer un jeune avocat libéral du nom de Wilfrid Laurier qui se fait élire dans Drummond-Arthabaska.
| Conservateur | Libéral   |
| 45 sièges    | 19 sièges |
| ^            |           |
| majorité     |           |

### Résultats par parti politique
Pour une liste complète des députés élus lors de cette élection, ainsi que les décès, démissions et élections partielles ayant eu lieu par la suite, veuillez consultez l'article 2e législature du Québec.
| Partis | Partis                   | Chef                             | Candidats | Sièges | Sièges | Voix   | Voix   | Voix    |
| Partis | Partis                   | Chef                             | Candidats | 1867   | Élus   | Nb     | %      | +/-     |
| --- | ------------------------ | -------------------------------- | --------- | ------ | ------ | ------ | ------ | ------- |
| | Conservateur             | Pierre-Joseph-Olivier Chauveau   | 59        | 51     | 46     | 31 168 | 51,7 % | -1,77 % |
| | Libéral                  | Henri-Gustave Joly de Lotbinière | 37        | 13     | 19     | 23 760 | 39,4 % | +3,95 % |
| | Conservateur indépendant | Conservateur indépendant         | 11        | -      | -      | 4 545  | 7,5 %  | -1,9 %  |
| | Indépendant              | Indépendant                      | 2         | -      | -      | 823    | 1,4 %  | -       |
| Total | Total                    | Total                            | 109       | 64     | 65     | 60 296 | 100 %  |         |
| Le taux de participation lors de l'élection était de 58,9 % et 0 bulletins ont été rejetés. Il y avait 172 369 personnes inscrites sur la liste électorale pour l'élection, toutefois seules 102 380 personnes avaient plus d'un candidat dans leur district. |                          |                                  |           |        |        |        |        |         |

Élus sans opposition : 21 conservateurs, 6 libéraux

### Résultats par circonscription
- Argenteuil : Sydney Robert Bellingham  (Parti conservateur)
- Bagot : Pierre-Samuel Gendron (Parti conservateur)
- Beauce : Christian Henry Pozer (Parti libéral)
- Beauharnois : George-Étienne Cartier (Parti conservateur)
- Bellechasse : Onésime Pelletier (Parti libéral)
- Berthier : Louis Sylvestre (Parti libéral)
- Bonaventure : Théodore Robitaille (Parti conservateur)
- Brome : William Warren Lynch (Parti conservateur)
- Chambly : Gédéon Larocque (Parti conservateur)
- Champlain : François-Xavier-Anselme Trudel (Parti conservateur)
- Charlevoix : Adolphe Gagnon (Parti libéral)
- Châteauguay : Édouard Laberge (Parti libéral)
- Chicoutimi-Saguenay : Pierre-Alexis Tremblay (Parti libéral)
- Compton : William Sawyer (Parti conservateur)
- Deux-Montagnes : Gédéon Ouimet (Parti conservateur)
- Dorchester : Louis-Napoléon Larochelle (Parti conservateur)
- Drummond-Arthabaska : Wilfrid Laurier (Parti libéral)
- Gaspé : Pierre Fortin (Parti conservateur)
- Hochelaga : Louis Beaubien (Parti conservateur)
- Huntingdon : Thomas Sanders (Parti conservateur)
- Iberville : Louis Molleur (Parti libéral)
- Jacques-Cartier : Narcisse Lecavalier (Parti conservateur)
- Joliette : Vincent-Paul Lavallée (Parti conservateur)
- Kamouraska : Charles-François Roy (Parti conservateur)
- La Prairie : Andrew Esinhart (Parti conservateur)
- L'Assomption : Onuphe Peltier (Parti conservateur)
- Laval : Joseph-Hyacinthe Bellerose (Parti conservateur)
- Lévis : Joseph-Godéric Blanchet (Parti conservateur)
- L'Islet : Pamphile-Gaspard Verreault (Parti conservateur)
- Lotbinière : Henri-Gustave Joly de Lotbinière (Parti libéral)
- Maskinongé : Moïse Houde (Parti libéral)
- Mégantic : George Irvine (Parti conservateur)
- Missisquoi : Josiah Sandford Brigham (Parti conservateur)
- Montcalm : Firmin Dugas (Parti conservateur)
- Montmagny : Télesphore Fournier (Parti libéral)
- Montmorency : Joseph-Édouard Cauchon (Parti conservateur)
- Montréal-Centre : Luther Hamilton Holton (Parti libéral)
- Montréal-Est : Ferdinand-Conon David (Parti conservateur)
- Montréal-Ouest : Francis Cassidy (Parti conservateur)
- Napierville :  Laurent-David Lafontaine (Parti libéral)
- Nicolet :  	François-Xavier Méthot (Parti conservateur)
- Ottawa : Ezra Butler Eddy (Parti conservateur)
- Pontiac : John Poupore (Parti conservateur)
- Portneuf : Praxède Larue (Parti conservateur)
- Québec (comté) :  Pierre-Joseph-Olivier Chauveau (Parti conservateur)
- Québec-Centre :  Hector-Louis Langevin (Parti conservateur)
- Québec-Est : Jacques-Philippe Rhéaume (Parti conservateur)
- Québec-Ouest : John Hearn (Parti conservateur)
- Richelieu : Joseph-Adolphe Dorion (Parti conservateur)
- Richmond-Wolfe : Jacques Picard (Parti conservateur)
- Rimouski : Louis-Honoré Gosselin (Parti conservateur)
- Rouville : Robert Victor (Parti libéral)
- Saint-Hyacinthe : Pierre Bachand (Parti libéral)
- Saint-Jean : Félix-Gabriel Marchand (Parti libéral)
- Saint-Maurice : Elzéar Gérin (Parti conservateur)
- Shefford : Maurice Laframboise (Parti libéral)
- Sherbrooke : Joseph Gibb Robertson (Parti conservateur)
- Soulanges : Georges-Raoul Saveuse de Beaujeu (Parti conservateur)
- Stanstead : Thomas Locke (Parti conservateur)
- Témiscouata : Élie Mailloux (Parti conservateur)
- Terrebonne : Joseph-Adolphe Chapleau (Parti conservateur)
- Trois-Rivières : Henri-Gédéon Malhiot (Parti conservateur)
- Vaudreuil : Émery Lalonde (Parti conservateur)
- Verchères : Joseph Daigle (Parti libéral)
- Yamaska : Charles-Ignace Gill (Parti conservateur)

## Sources
- Section historique du site de l'Assemblée nationale du Québec
- Jacques Lacoursière Histoire populaire du Québec, tome 3, éditions du Septentrion, Sillery (Québec), 1996
- Élection générale 16 juin-14 juillet 1871 — QuébecPolitique.com

1. ↑  Pierre Drouilly, Statistiques électorales du Québec. 1867-1989, Québec, 
Assemblée nationale du Québec, 1990, 3e éd., 962 p. (ISBN 2-551-12466-2)